# Berardius
A Berardius az emlősök (Mammalia) osztályának párosujjú patások (Artiodactyla) rendjébe, ezen belül a csőröscetfélék (Ziphiidae) családjába tartozó nem.

## Rendszerezés
A nembe az alábbi 3 élő faj tartozik:
- négyfogú csőröscet vagy Arnoux-féle csőröscet (Berardius arnuxii) Duvernoy, 1851 - típusfaj
- óriáscsőröscet vagy Baird-féle csőröscet (Berardius bairdii) Stejneger, 1883
- Berardius minimus Yamada, 2019 - korábban az óriáscsőröscet kisebb méretű alfajának vélték[1]

## Fordítás
- Ez a szócikk részben vagy egészben  a   Berardius című angol Wikipédia-szócikk ezen változatának fordításán alapul.  Az eredeti cikk szerkesztőit annak laptörténete sorolja fel. Ez a jelzés csupán a megfogalmazás eredetét és a szerzői jogokat jelzi, nem szolgál a cikkben szereplő információk forrásmegjelöléseként.